# 假具苞铃子香
假具苞铃子香（学名：Chelonopsis pseudobracteata），为唇形科铃子香属下的一个植物变种。